# Société Leibniz des sciences de Berlin
La Société Leibniz des sciences de Berlin (Leibniz Sozietät der Wissenschaften zu Berlin) est une société savante qui rassemble des scientifiques, des mathématiciens et des médecins ainsi que des spécialistes de la technologie, des sciences humaines et des sciences sociales. La Leibniz Sozietät der Wissenschaften zu Berlin est une des académies scientifiques allemandes, qui ont traditionnellement leur siège dans les différents Länder. Elle se présente comme «une association d'éminents spécialistes des sciences naturelles, des sciences humaines, des sciences sociales et des techniques qui travaillent selon le principe classique des académies européennes». S’inscrivant dans la tradition de la Société savante de l’électeur de Brandebourg, initiée par Gottfried Wilhelm Leibniz en 1700, elle a été fondée à Berlin en 1993,.

## Origine
La Leibniz-Sozietät a été constituée le 15 avril 1993 en tant qu’association enregistrée à but non lucratif. Elle estime être la continuation légitime de l’Académie royale prussienne des sciences (Königlich-Preußischen Akademie der Wissenschaften). La Leibniz-Sozietät a pris son nom en mémoire de Gottfried Wilhelm Leibniz, le fondateur et premier président de la Société savante de l’Électeur de Brandebourg, fondée en 1700, et qui l’a développée en étroite collaboration avec Daniel Ernst Jablonski d’abord vice-président puis président, lequel a donné son nom à une médaille de la Leibniz-Sozietät. C’est de cette société qu’est née l’Académie des sciences de Berlin, qui a connu plusieurs noms différents. Les plus connus sont : Académie royale des sciences et belles-lettres (depuis 1746), Académie des sciences de Prusse (jusqu’en 1945), Académie allemande des sciences de Berlin (1946-1972) et Académie des sciences de la République démocratique allemande (1972-1991). La Leibniz-Sozietät se considère comme la continuation de cette Académie.